# Bathanthidium malaisei
Bathanthidium malaisei là một loài Hymenoptera trong họ Megachilidae. Loài này được Popov mô tả khoa học năm 1941.